# 존 테일러 (미국의 정치인)
존 테일러(John Tayler, 1742년 7월 4일, 영국령 아메리카 뉴욕 식민지 뉴욕 ~ 1810년 8월 8일, 뉴욕주 맨해튼)은 미국의 정치인으로 제5대 뉴욕주 주지사이다.

## 경력
- 1777 ~ 1779 제1·2대 미국 뉴욕 하원의원
- 1780 ~ 1781 제4대 미국 뉴욕 하원의원
- 1785 ~ 1787 제9대 미국 뉴욕 하원의원
- 1793 미국 뉴욕시 기록관
- 1797 올버니 카운티 법원 판사
- 1804 ~ 1813 제28·29·30·31·32·33·34·35·36대 미국 뉴욕 상원의원
- 1811.01 ~ 1811.05 뉴욕 부지사 권한대행
- 1813.07 ~ 1817.02 제6대 뉴욕 부지사
- 1817.02 ~ 1817.07 제5대 뉴욕 주지사
- 1817.07 ~ 1822.12 제7대 뉴욕 부지사

## 역대 선거 결과
| 선거명        | 직책명                    | 대수 | 정당       | 득표율 | 득표수   | 결과 | 당락             |
| ------------- | ------------------------- | ---- | ---------- | ------ | -------- | ---- | ---------------- |
| 1794년 선거   | 하원의원 (뉴욕 제8선거구) | 4대  | 민주공화당 | 48.56% | 19표     | 2위  | 낙선             |
| 1798년 재선거 | 상원의원 (뉴욕 제1부)     | 5대  | 민주공화당 | 44.44% | 48표     | 2위  | 낙선             |
| 1813년 선거   | 뉴욕 부지사               | 6대  | 민주공화당 | 52.17% | 43,324표 | 1위  | 뉴욕 부지사 당선 |
| 1816년 선거   | 뉴욕 부지사               | 6대  | 민주공화당 | 54.02% | 45,412표 | 1위  | 뉴욕 부지사 당선 |
| 1817년 재선거 | 뉴욕 부지사               | 7대  | 민주공화당 | 96.70% | 43,310표 | 1위  | 뉴욕 부지사 당선 |
| 1820년 선거   | 뉴욕 부지사               | 7대  | 민주공화당 | 50.78% | 47,445표 | 1위  | 뉴욕 부지사 당선 |